# Alan Koch
Alan Keith Koch (Durban, Natal, Sudáfrica; 30 de abril de 1975) es un entrenador de fútbol sudafricano. Es el actual entrenador del Colorado Springs Switchbacks de la USL Championship. Dirigió al FC Cincinnati de la Major League Soccer en 2019 Fue futbolista profesional desde 1993 hasta su retirada en 2001, donde jugó a nivel juvenil por la selección de Sudáfrica.
Se graduó de la Universidad Simon Fraser de la Columbia Británica con el grado de licenciado. Obtuvo su maestría en la Universidad Estatal de Midwestern en Wichita Falls, Texas, en el 2005.

## Trayectoria

### Como futbolista
Jugó para el Reservoir Hills United en el 1993 en la OK League, actualmente la Mvela League. Dejó Sudáfrica en 1995 y fichó por el KTSV Preussen Krefeld de la Oberliga alemana. Fue fichado por el Limerick FC de la Primera División de Irlanda en el año 2000. Se retiró del fútbol profesional en el 2001 por problemas cardíacos.

### Como entrenador

#### Fútbol universitario
Tras su retiro dirigió en el fútbol universitario, donde fue el segundo entrenador del equipo de fútbol de la Universidad Estatal de Midwestern entre el 2003 y 2005, y el primer entrenador del equipo de fútbol de la Universidad de Baker desde el 2006 al 2008.

#### Vancouver Whitecaps FC W-League
Dirigió al Vancouver Whitecaps femenino de la W-League en 2009. Obtuvo el 5.º lugar en la clasificación, quedando fuera de los play offs.

#### Vancouver Whitecaps FC

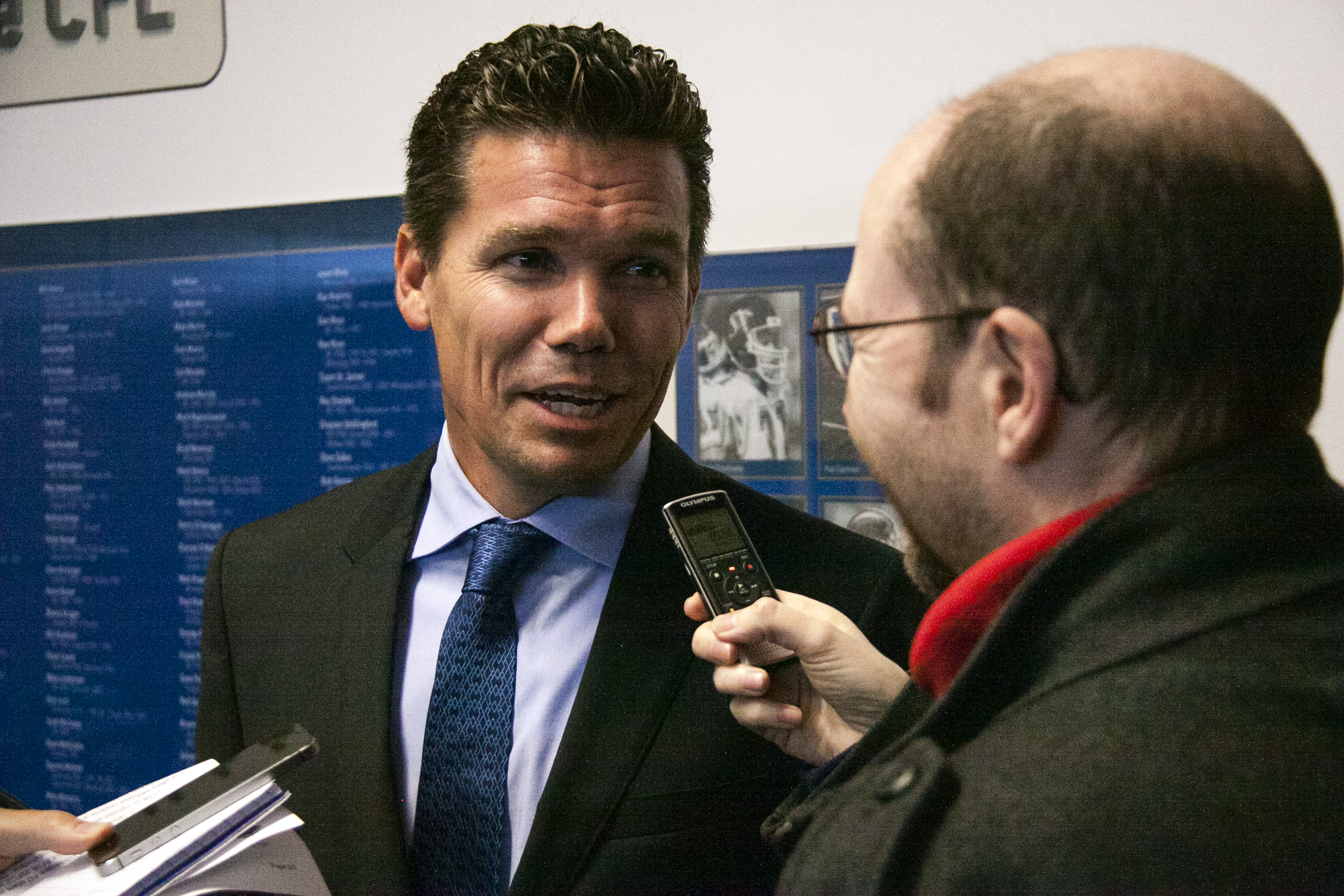
Alan Koch en una entrevista.

Luego de dirigir durante cinco temporadas al equipo de fútbol de la Universidad Simon Fraser, llegó al Vancouver Whitecaps FC donde fue nombrado entrenador del equipo reserva de la USL el 30 de enero de 2015. En su segunda temporada con el club, obtuvo el mejor rendimiento del Vancouver Whitecaps FC 2 en su historia, con un registro de 12-9-9 y dejando al equipo en la sexta posición de la temporada regular, logrando llegar a las finales de la división en los play offs de la Copa USL.

#### FC Cincinnati
En diciembre de 2016 se unió al FC Cincinnati de la USL como director de reclutamiento y entrenador adjunto. Dos meses después fue nombrado entrenador del primer equipo.
Luego de dos exitosas temporadas a mandos del club en la USL, donde incluso ganó el premio al entrenador del año, Koch fue nombrado el entrenador del equipo para la temporada 2019, donde el FC Cincinnati debutaría en la Major League Soccer. Sin embargo, luego de 11 fechas en el club y con un récord de 2-7-2, Koch fue despedido el 7 de mayo de 2019.

#### Colorado Springs Switchbacks
El 23 de septiembre de 2019 fue nombrado nuevo entrenador del Colorado Springs Switchbacks de laUSL Championship.

## Clubes

### Como jugador
| Club                  | País      | Año       |
| --------------------- | --------- | --------- |
| Reservoir Hill United | Sudáfrica | 1993-1994 |
| KTSV Preussen Krefeld | Alemania  | 1995-1996 |
| Limerick FC           | Irlanda   | 2000-2001 |

### Como entrenador
| Club                                                   | País           | Año       |
| ------------------------------------------------------ | -------------- | --------- |
| Universidad Estatal de Midwestern (segundo entrenador) | Estados Unidos | 2003-2005 |
| Universidad de Baker                                   | Estados Unidos | 2006-2008 |
| Vancouver Whitecaps FC (femenino)                      | Canadá         | 2009      |
| Universidad Simon Fraser                               | Canadá         | 2008-2015 |
| Vancouver Whitecaps 2                                  | Canadá         | 2015-2016 |
| FC Cincinnati (USL)                                    | Estados Unidos | 2017-2018 |
| FC Cincinnati                                          | Estados Unidos | 2019      |
| Colorado Springs Switchbacks                           | Estados Unidos | 2019-2020 |
| FC Edmonton                                            | Canadá         | 2020-2022 |

## Palmarés

### Títulos nacionales
| Título                                       | Club                | País           | Año  |
| -------------------------------------------- | ------------------- | -------------- | ---- |
| USL Professional Division, temporada regular | FC Cincinnati (USL) | Estados Unidos | 2018 |

## Vida personal
Koch y su esposa Amy viven en Cincinnati, Ohio. Además de poseer pasaporte canadiense, habla inglés, alemán y afrikáans.